# Stephen Kupka
Stephen Mackenzie "Doc" Kupka (født 25. marts 1946 i Berkeley) er en amerikansk baritonsaxofonist og komponist. Han er bedst kendt for at være en af medstifterne af bandet Tower of Power. Tilnavnet "Doc" er en forkortelse af "The Funky Doctor"
I 1998 oprettede Doc pladeselskabet Strokeland Records sammen med Andy Ebon.

## Eksterne links
http://www.strokeland.com